# Comber

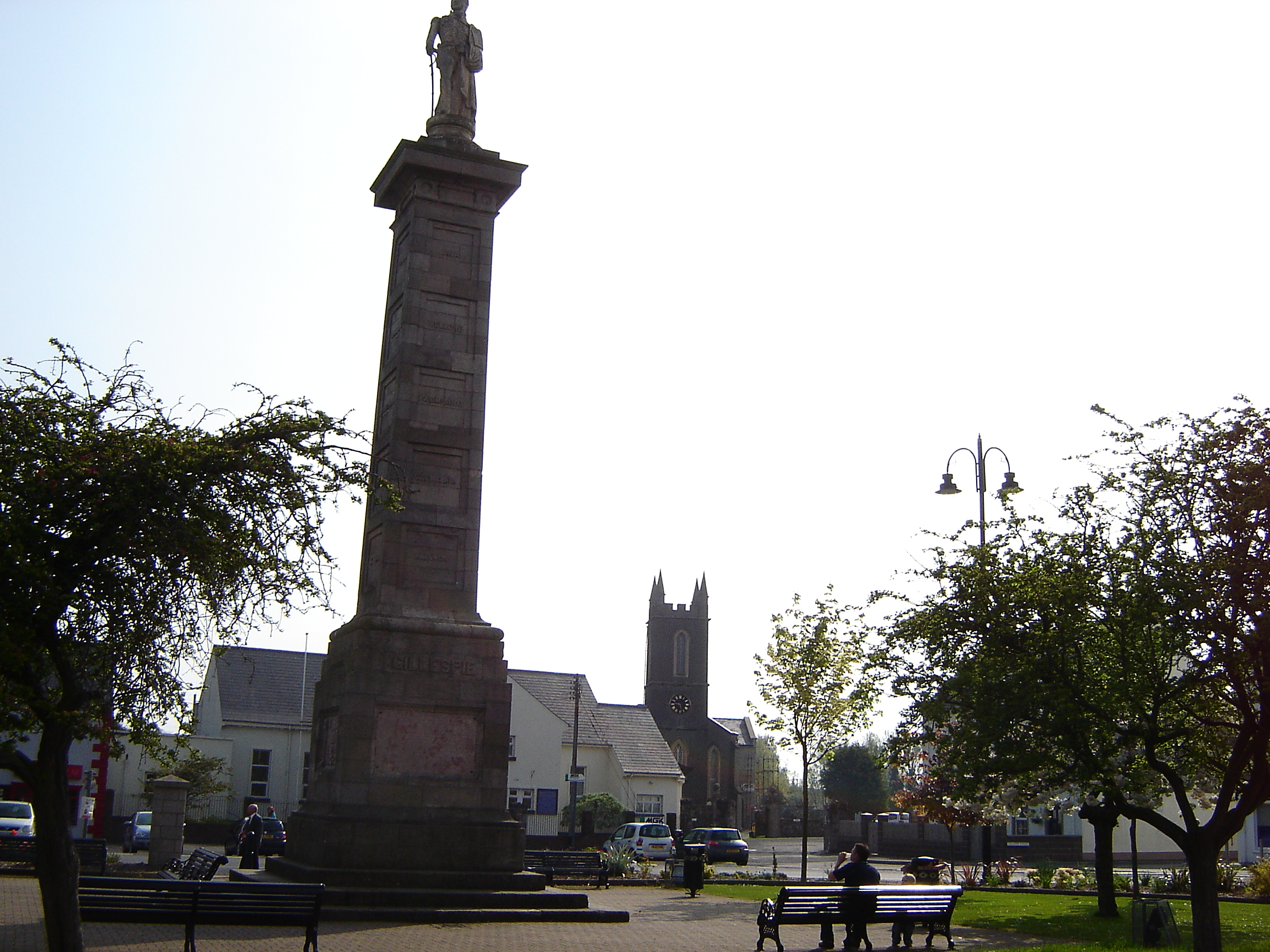
“The Square” (2008) mit Gillespie-Statue und St Mary’s Parish Church

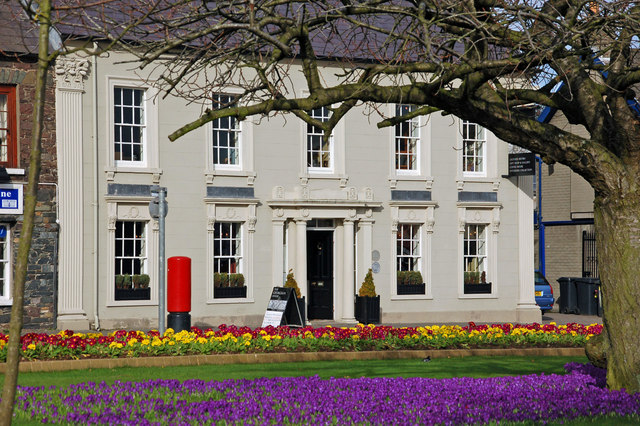
“The Square” (2007)

Comber (irisch An Comar, deutsch Der Zusammenfluss) ist eine Stadt im Nordosten Irlands in der historischen Grafschaft Down in Nordirland im Vereinigten Königreich. Die Stadt gehörte zum aufgelösten District Ards und gehört seit 2015 zum District Ards and North Down.

## Geographie
Comber liegt 8 km südlich von Newtownards am nordwestlichen Ende des Strangford Lough; von Belfast ist es etwa 15 Kilometer in ostsüdöstlicher Richtung entfernt. Administrativ gehört der Ort zum District Ards and North Down. Beim Census 2001 wurde die Einwohnerzahl von Comber mit 8933 Personen ermittelt; hiervon waren 91,6 % protestantisch und 3,7 % katholisch. Beim Census 2011 belief sich die Einwohnerzahl auf 9078 Personen.

## Geschichte
Der namengebende Zusammenfluss zweier Flüsse, die sich in Comber treffen, ist der von River Glen und River Enler. Es wird vermutet, dass bereits im 5. Jahrhundert eine Kirche hier errichtet wurde; von den Zisterziensern wurde um 1200 die Comber Abbey begründet. Während der Plantation of Ulster im frühen 17. Jahrhundert entwickelte sich eine Siedlung, die jedoch eine Meile weiter südlich als der jetzige Ort lag und als Hafen für Händler und Fischer diente. Im 18. Jahrhundert verlagerte Comber sich zum Ort des heutigen Marktplatzes („The Square“) und entwickelte sich zu einem industriellen Zentrum mit mehreren Mühlen. Während seinerzeit hauptsächlich Leinenherstellung und Getreideverarbeitung im Mittelpunkt standen, ist Comber heute ein Zentrum der Kartoffelproduktion und entwickelte sich im 20. Jahrhundert außerdem zu einer Pendler-Stadt für Belfast, wobei sich die Einwohnerzahl von 4000 im Jahr 1961 auf knapp 9000 im Jahr 2001 steigerte. Für etwa 100 Jahre, von der Mitte des 19. bis zur Mitte des 20. Jahrhunderts, war Comber auch bekannt für seine Whiskey-Produktion. Für genau 100 Jahre, von 1850 bis 1950, war Comber über die Belfast and County Down Railway an den Eisenbahnverkehr angeschlossen.

## Persönlichkeiten
- John Miller Andrews (1871–1956), zweiter Premierminister Nordirlands
- Thomas Andrews (1873–1912), Schiffsarchitekt
- Ottilie Patterson (1932–2011), Bluessängerin
- Jonny Kane (* 1973), Autorennfahrer